# Epictia alfredschmidti
Epictia alfredschmidti là một loài rắn trong họ Leptotyphlopidae. Loài này được Lehr, Wallach, Köhler & Aguilar mô tả khoa học đầu tiên năm 2002.